# Свети Георги (Смикси)
Вижте пояснителната страница за други значения на Свети Георги.
„Свети Георги“ (на гръцки: Αγίου Γεωργίου) е възрожденска православна църква в гревенското пиндско село Смикси, Егейска Македония, Гърция.
Църквата е разположена в центъра на селото и е построена в 1870 година. В края на XX век е обновена и изографисана.
В архитектурно отношение е трикорабна базилика с притвор и е най-малката от трите църкви на Смикси. Поради лоши основи, претърпява много щети през годините. Има два входа от юг. На изток от църквата има малка камбанария. В първоначалния си вид няма стенописи освен в малката конха на протезиса. На царските икони има датировки на дарителските надписи 1870. Оригиналната женска църква е разрушена и заменена с нова.